# Clinodiplosis unculatis
Clinodiplosis unculatis är en tvåvingeart som beskrevs av Liu och Mo 2001. Clinodiplosis unculatis ingår i släktet Clinodiplosis och familjen gallmyggor. Inga underarter finns listade i Catalogue of Life.